# Walter Saxer (Filmproduzent)
Walter Saxer (* 31. Juli 1947 in St. Gallen, Schweiz als Walter Saxer junior) ist ein Schweizer Filmproduzent, Filmregisseur, Produktionsmanager und gelegentlicher Schauspieler.
Er arbeitete viel mit Werner Herzog, Klaus Kinski und Herbert Achternbusch zusammen. Inzwischen hat er sich aus dem Filmgeschäft zurückgezogen und betreibt die Casa Fitzcarraldo, ein kleines Hotel in Iquitos (Peru). Die Casa Fitzgeraldo war ursprünglich kein Hotel, sondern das Produktionsgebäude für den Film Fitzcarraldo, an dem Saxer auch als Produzent beteiligt war.
Bekanntheit erlangte Saxer durch Werner Herzogs Film Mein liebster Feind, in dem in einer Szene zu sehen ist, wie Saxer am Set von Fitzcarraldo von Klaus Kinski beschimpft wird, weil dieser mit der Verpflegung nicht zufrieden ist.

## Filmografie (Auswahl)
- 1972: Aguirre, der Zorn Gottes (Produktionsmanager)
- 1974: Jeder für sich und Gott gegen alle (Produktionsmanager)
- 1974: Die Leichenfabrik des Dr. Frankenstein (Darsteller)
- 1976: Herz aus Glas (Produktionsmanager)
- 1977: Stroszek (Production Supervisor)
- 1977: Bierkampf (Produktionsmanager, Darsteller)
- 1979: Woyzeck (Produktionsmanager)
- 1979: Nosferatu – Phantom der Nacht (Executive Producer)
- 1979: Der Komantsche (Darsteller)
- 1982: Fitzcarraldo (Executive Producer)
- 1987: Cobra Verde (Executive Producer)
- 1989: Gekauftes Glück (Produzent)
- 1991: Cerro Torre: Schrei aus Stein (Produzent)
- 1994: Wachtmeister Zumbühl (Co-Produzent)
- 1996: Der Schattenmann (Produzent)